# 埃爾奇基
49°59′59″N 29°34′34″E / 49.99972°N 29.57611°E
埃爾奇基（烏克蘭語：Єрчики）是烏克蘭北部的村莊，隸屬日托米爾州的日托米爾區。該村始建於1622年，面積3.11平方公里，海拔高度176米，2001年人口422，人口密度每平方公里135.78人。